# Horia (Tulcea)
Horia es una comuna ubicada en el distrito de Tulcea, Rumania.

## Superficie
Posee una superficie de 40,77 kilómetros cuadrados.

## Demografía
Hasta 2021 la población era de 1256 habitantes, con una densidad de población de 30,81 habitantes por kilómetro cuadrado.